# 무함마드 알랄루
무함마드 알랄루(아랍어: محمد علالو,‎ 1973년 9월 28일~)는 알제리의 권투 선수이다. 올림픽에 2회 참가했고 2000년 하계 올림픽 라이트웰터급에서 동메달을 획득했다. 또한 올아프리카 게임에서 은메달 1개, 아프리카 선수권 대회에서 금메달 3개를 획득했다. 